# Mário Morgado
Pour les articles homonymes, voir Morgado.
Mário Jorge de Castro Morgado est un footballeur portugais né le 31 décembre 1969 à Santa Maria da Feira. Il évoluait au poste d'arrière gauche.

## Biographie
Il fait partie des champions du monde des moins de 20 ans en 1989.

## Carrière
- 1988-1989 :  Gil Vicente FC
- 1989-1990 :  CD Feirense
- 1990-1992 :  FC Porto
- 1992-1993 :  Rio Ave FC
- 1993-1994 :  FC Famalicão
- 1994-1996 :  SC Beira-Mar
- 1996-1997 :  Varzim SC
- 1997-1998 :  CD Feirense
- 1998-1999 :  GD Chaves
- 1999-2000 :  União Madeira
- 2000-2001 :  Leça FC
- 2001-2002 :  FC Felgueiras[1],[2]

## Palmarès

### En club
Avec le FC Porto :
- Champion du Portugal en 1992
- Vainqueur de la Supercoupe du Portugal en 1991

### En sélection
- Vainqueur de la Coupe du monde des moins de 20 ans en 1989